# Yann Le Pennetier
Yann Le Pennetier, pseudonim Yann (ur. 24 maja 1954 w Marsylii) – francuski scenarzysta komiksowy.
Zadebiutował w 1975 jako autor scenariuszy w magazynie komiksowym „Spirou”. W 1978 poznał Didiera Conrada, z którym stworzył Hauts de pages, Bob Marone i Les Innommables. Był także jednym ze scenarzystów komiksu Morrisa, Lucky Luke.
Od 2011 jest twórcą scenariusza serii Thorgal: Louve, pobocznego cyklu Thorgala. Autorem rysunków jest Roman Surżenko. W 2018 roku został scenarzystą głównej serii.